# 鳳東駅
鳳東駅（ポンドンえき）は、朝鮮民主主義人民共和国開城特別市板門区域にある朝鮮民主主義人民共和国鉄道省平釜線の駅である。日本統治時代は日本語読みの「ほうとうえき」であった。

## 駅構造
地平駅。駅名標など駅の存在を示すものが設置されておらず、コンクリートで造られた小さな昇降場があるのみである。
また、駅への出入り口も特に設けられていないが、駅と道路との間には貨物の積み下ろしが可能な広大な空間が確保されている。

## 駅周辺
三国史記記載の徳水の地である。南下すると開城工業団地がある。

## 歴史
- 1923年7月1日 - 開業[1]。
- 朝鮮戦争以後 - 戦争による京義線破壊のため駅が閉鎖される。
- 2007年12月11日 - 汶山-鳳東間の貨物列車の専用駅になる。
- 2008年11月28日 - 貨物列車の運行停止。

## 隣の駅
朝鮮民主主義人民共和国鉄道省
平釜線
孫河駅 - 鳳東駅 - 板門駅